# Топонимия Новгородской области

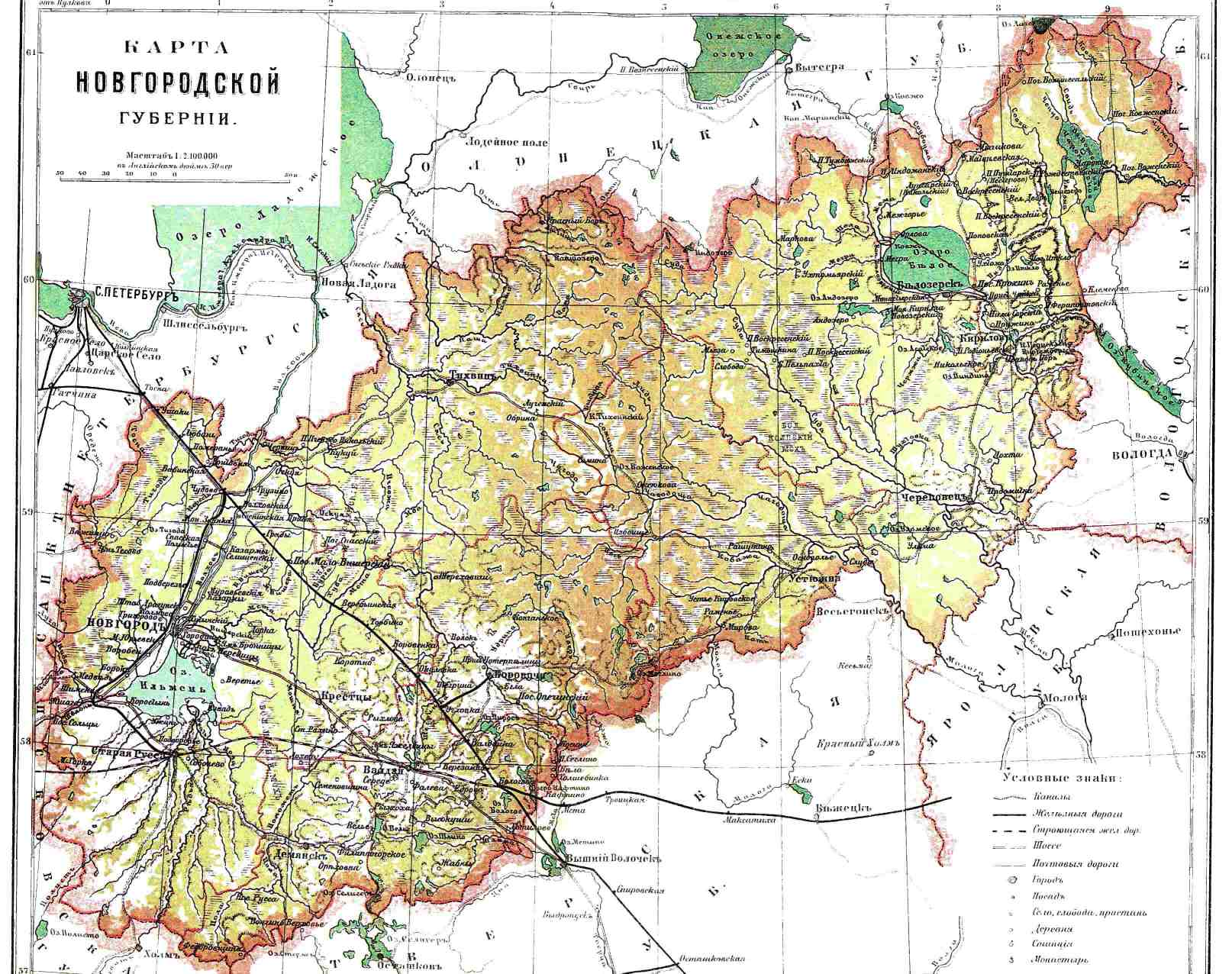
Карта Новгородской губернии из Энциклопедического словаря Брокгауза и Эфрона, 1900 г.

Топонимия Новгородской области — совокупность географических названий, включающая наименования природных и культурных объектов на территории Новгородской области.
За последние 11 веков название региона неоднократно менялось, но в нём неизменно присутствовал компонент «Новгородский», «Новогородская»: с VIII—IX веков — Новгородская земля в составе Древнерусского государства, в 1136—1478 — Новгородская республика (использовалось также название «Господин Государь Великий Новгород»), с 1478 года — Новгородская земля, подчинённая Московскому княжеству, с 1708 года — в составе Ингерманландской губернии, в 1727—1927 годах — Новгородская губерния. С 1 августа 1927 года Новгородская губерния была упразднена, а территория региона вошла в состав Новгородского, Боровичского округов и западной части Череповецкого округа Ленинградской области, а территория современного Холмского района — в состав Великолукского округа.
5 июля 1944 года Указом Президиума Верховного Совета СССР была вновь образована Новгородская область в составе РСФСР из районов, переданных от Ленинградской и Калининской областей, и городов областного подчинения Новгород, Боровичи и Старая Русса.
С 1944 года наименование региона не менялось.

## История формирования
В. А. Жучкевич относил всю территорию Ленинградской, Псковской, Новгородской и Тверской областей к одному топонимическому региону — Ленинградско-Псковско-Белозерскому, в топонимии которого он выделял три пласта:
1. древнейший (на западе — финно-угорский)
2. позднейший прибалтийско-финский (ижорский, вепсский и др.)
3. русский[3].

При этом финно-угорские названия Новгородской земли характеризуются отличительным набором основ и формантов, повторяющихся на разных, близких и отдаленных, территориях, как правило, к северу, северо-востоку и востоку от Ильменя.

## Состав
По состоянию на 15 декабря 2022 года, в Государственном каталоге географических названий в Новгородской области зарегистрировано 8850 названий географических объектов, в том числе 3719 названий населённых пунктов. Ниже приводятся списки наиболее значимых природных объектов и крупнейших населённых пунктов Новгородской области с характеристиками их этимологии.

### Гидронимы
В гидронимии региона, как и топонимии в целом, присутствуют славянский и финно-угорский пласт. Наличие в гидронимии пласта балтского происхождения также не подвергается сомнению, однако вопрос об удельном весе балтизмов является одним из наиболее дискуссионных в топонимике. По оценкам Р. А. Агеевой (1989 г.), на территории Шелонской и Деревской пятин гидронимы балтийского типа составляют не менее 5 % и не уступают по количеству финно-угорским названиям. Балтизмов особенно много к югу от Ильменя, к северу от Ильменя их количество резко сокращается.
В регионе имеется большое количество озёр, крупнейшим из которых является озеро Ильмень, название которого стало апеллятивом (нарицательным) для обозначения небольших озёр, зарастающих тростником и камышом, как правило, расположенных в дельтах больших рек (Волга, Урал и др.) и образовавшихся из расширенных рукавов или лиманов. В отношении происхождения и значения гидронима «Ильмень» существуют различные точки зрения. Есть версия, восходящая к легенде о князьях Словене и Русе (Сказание о Словене и Русе и городе Словенске), увязывающая название озера с именем их сестры Илмеры. Существует версия о финно-угорском происхождении названия «Ильмень», «Илмерь» от фин. Ilma-järvi — «озеро (не)погоды, небесное озеро», а также версия, предложенная Ю. В. Откупщиковым о славянском происхождении — от слова ил при помощи суффикса -мень (по аналогии с сухмень, раменье и т. д.), что, таким образом, даёт значение «илистое, заиленное (озеро)».
Крупнейшие реки региона — реки Ильмень-Волховского бассейна: Волхов, Мста, Ловать, Полисть, Шелонь.
В отношении названия «Волхов» наиболее распространённой является версия из легенды о князьях Словене и Русе, которая связывает название реки с именем старшего сына Словена — Волхова.
Название реки «Мста» имеет финно-угорское происхождение, от фин. mustа — «черная», эст. must «черный».
Название «Ловать» (др.-рус. Ловоть), возможно, происходит от фин. alvatti («alve» — выводок) или фин. lavatjoki.
«Полисть» — славянское происхождение, от слова «полый» (родственные слова — «половодье», «полая вода»).
«Шелонь» — существуют различные версии происхождения; согласно финно-угорской, происходит от фин. salo («лесной остров»). По мнению А. И. Попова, слово «Шолона» (как оно употребляется в летописи) равнозначно по своему значению слову «Солона» или «Солёная» в силу особенностей псковских говоров, для которых характерно неразличение звуков [ш] и [с], поскольку в районе Шелони имеется много солёных источников.

### Ойконимы
Наименования крупнейших населённых пунктов региона имеют разнообразное происхождение.
- Великий Новгород — название славянского происхождения, хотя о времени и обстоятельствах возникновения города идут многочисленные дискуссии. Так, по «Повести временных лет» (Лаврентьевский список) город существовал уже ко времени прихода Рюрика в 862 году и был основан ильменскими словенами в ходе их расселения после переселения с Дуная. По Ипатьевской летописи: «Словене же седоша около озера Илмера и прозвашася своим именем и сделаша город и нарекоша и Новгород»[10].
- Боровичи — в переписной оброчной книге Деревской пятины около 1495 года впервые упоминается боровичский погост. Название селение получило в связи с тем, что строилось на «боровище» — холмах, поросших соснами[11].
- Старая Русса — впервые название города упоминается в 1167 году, в новгородской летописи. Согласно оценке М.Фасмера, название «Руса» этимологически связано с названием «Русь». По оценке В.Нерознака, состав топонима («Старый» + «Руса») свидетельствует о более древнем времени основания поселения по отношению к одноимённому новому — «Новая Русь» в Новгородской губернии. бывшая Шелонская пятина (с XVI века)[12]. Имеется также версия, увязывающая название города с одним из героев Сказания о Словене и Русе по имени Рус, который поселился на этом месте. По мнению специалистов, этот рассказ является позднесредневековой книжной топонимической легендой[13].
- Пестово — название происходит от личного имени Пест[14].
- Валдай — название происходит от гидронима «Валдай», происхождение которого остаётся неясным. По оценке А. И. Попова, название восходит к прибалтийским и финским «vald» и «valda», переводимых как «область, округ, владение, единица административного деления». В то же время, в балтийских и финском языках слово «Валдай» имеет и другое значение — «свет, светлый, белый», на что указывает А. Г. Манаков[15].
- Чудово — имеется несколько версий происхождения ойконима. Согласно одной, название происходит от прозвищное имя Чудо (зафиксированном в писцовых книгах Водской пятины Новгородской земли XVI века), от которого с помощью суффикса -ов образовано название в форме притяжательного прилагательного. По другой версии, название происходит от этнонима финно-угорского племени чудь, территория предполагаемого расселения которого в домонгольский период охватывала территорию этого населённого пункта[16].
- Малая Вишера — название происходит от гидронима Малая Вишерка — река, на которой стоит город. Происхождение этого гидронима до настоящего времени точно не установлено, высказывались гипотезы, что он может происходить от древнерусского «вить» — болотная трава, индоевропейского «veis» — разливаться, или этнонима финно-угорского племени весь — «водный путь»[17].
- Окуловка — впервые упоминается в писцовой книге Деревской пятины Новгородской земли около 1495 года. Происхождение ойконима точно не установлено, есть версия, что происходит от славянской основы «кул» (в русском языке «кул-куль» — большой мешок, внушительный сверток, отсюда «куркуль», «кулак» — зажиточный хозяин, русское «куловеры» — раскольники). Таким образом, Окуловка — предпоследний пункт сбора оброка, окуло (то есть около)[18].
- Панковка — точное происхождение ойконима не установлено. В самом городе бытует топонимическая легенда, согласно которой некогда генерал В. Адамович, которого в городе именовали «паном», приобрел в Мостищах усадьбу, получившую впоследствии название Панчиха из-за того, что люди из его обслуги слыли «панковыми». Жило в ней всего 8 человек, после Октября Панчиха стала Панковкой[19].
- Сольцы — название восходит к многочисленным солёным ключам по левому берегу Шелони[20].
- Крестцы — название, вероятно, произошло от пересечения на этом месте дорог из Новгорода на Москву и из Пскова на Вологду[21]. Позднее поселение называлось «погост Хрестцовский», затем — «слобода Крестецкий Ям». В 1776 году указом императрицы Екатерины II село Крестецкий ям было преобразовано в город «Крестцы», ставший уездным центром новообразованного Крестецкого уезда Новгородского наместничества[22].
- Парфино — впервые упоминается в 1495 году, как деревня Парфеево. Происхождение топонима не установлено.
- Хвойная — посёлок возник в 1918 году вместе с одноимённой железнодорожной станцией Хвойная, лежащей на построенной в 1916—1918 годах железной дороге Петроград — Мга — Рыбинск. Выбор названий станции и посёлка был связан с тем, что станция расположилась в густом сосновом лесу[23].

### Книги
- Административно-территориальное деление Новгородской губернии и области 1727 — 1995 гг. Справочник / Под ред. С. Д. Трифонова, Т. Б. Чуйковой, Л. В. Фединой, А. Э. Дубоносовой. — СПб.: Комитет культуры, туризма и архивного дела Новгородской области; Государственный архив Новгородской области, 2009. — 272 с.
- Жучкевич В.А. Общая топонимика. Издание 2-е, исправленное и  дополненное. — Минск: Вышэйная школа, 1968. — С. 432.
- Манаков А.Г. Геокультурное пространство Северо-Запада Русской равнины:динамика, структура, иерархия. — Псков: Центр «Возрождение» при содействии ОЦНТ, 2002. — 300 с. — ISBN 5-902166-02-0.
- Манаков А. Г. Псковско-новгородская топонимия в свете теории формантов // Псковский регионологический журнал. — 2006. — № 9. — С. 115—135.
- Мурзаев Э.М. Словарь народных географических терминов. — М.: Мысль, 1984. — 653 с.
- Нерознак В.П. Названия древнерусских городов. — Москва: Наука, 1983. — 208 с.
- Попов А. И. Следы времён минувших: Из истории географических названий Ленинградской, Псковской и Новгородской областей. — Ленинград: Наука, 1981. — 206 с.
- Поспелов Е. М. Географические названия мира. Топонимический словарь / отв. ред. Р. А. Агеева. — 2-е изд., стереотип. — М.: Русские словари, Астрель, АСТ, 2002. — 512 с. — 3000 экз. — ISBN 5-17-001389-2.
- Строгова В.П., Секретарь Л.А. Древние топонимы Великого Новгорода и его окрестностей. — Великий Новгород: ООО «Печатный двор», 2011.
- Фасмер М. ЭЭтимологический словарь русского языка. Перевод с немецкого и дополнения члена-корреспондента АН СССР О. Н. Трубачева. Под редакцией и с предисловием проф. Б. А. Ларина. Издание второе, стереотипное. В четырех томах. М.: «Прогресс», 1986. Тома I–IV. — М.: Прогресс, 1986.

### Диссертации
- Васильев, Валерий Леонидович. Славянские топонимические древности Новгородской земли : исследование деантропонимных названий на общеславянском фоне : диссертация ... доктора филологических наук : 10.02.01, 10.02.20. - Санкт-Петербург, 2006. - 551 с.